# Carthamin
Carthamin ist der gelblich-rote Naturfarbstoff aus den Blütenblättern der Färberdistel, auch als Saflor bekannt.

## Gewinnung

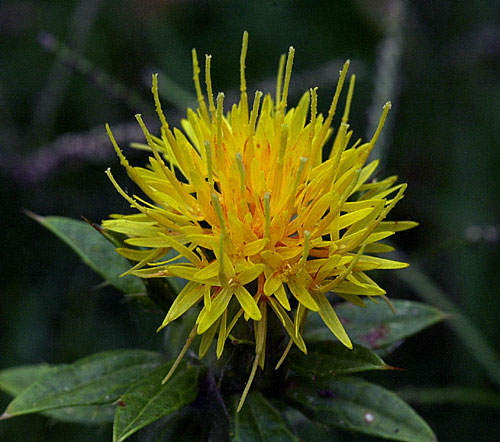
Blütenstand der Färberdistel (Carthamus tinctorius)

Da der Farbstoff wasserlöslich ist, kann er durch Auswaschen aus den Blütenblättern der Färberdistel gelöst, dann getrocknet und als Saflorrot in alkalischer Lösung gewonnen werden.

## Eigenschaften
Der Farbstoff ist nur mäßig in Wasser löslich und nicht besonders lichtecht.

## Verwendung
Wolle, Baumwolle und Seide lassen sich damit je nach eingesetzter Farbstoffmenge rosa, kirschrot, braunrot oder braungelb färben. Carthamin wird auch als Lebensmittelfarbstoff Natural Red 26 eingesetzt.